# Mar de la Cooperación

Mar de la Cooperación como parte del océano Antártico.

El mar de la Cooperación o mar del Commonwealth (del ruso: Море Содружества, transliterado como Sodruzhetsva) es un mar marginal del océano Antártico situado al sur del océano Índico. Se encuentra entre el mar de los Cosmonautas al oeste y el mar de Davis al este, es decir entre los 54°E y 82°E. El cabo Batterbee (53° 48' E), extremo norte de la Tierra de Enderby, marca el límite con el mar de los Cosmonautas. El comienzo de la barrera de hielo Oeste es el límite con el mar de Davis. Su límite norte se considera que corresponde al paralelo 65° Sur.
El nombre fue dado en 1962 por la Expedición Antártica Soviética, durante la cual sus participantes lo identificaron como un mar independiente dentro del océano Austral. Se intentó homenajear la cooperación de diversos países en expediciones de investigación conjuntas a la Antártida.
Este mar baña áreas reclamadas por Australia: parte oriental de la Tierra de Enderby, Tierra de Kemp, Tierra de Mac. Robertson, y la parte occidental de la Tierra de la Princesa Isabel.
Este mar cubre un área de 258 000 km². En su parte sur la profundidad es de menos de 500 m, y en el norte más de 3000 m. Está cubierto de hielo a la deriva, con muchos icebergs.
La Base Davis de Australia está en la costa de este mar.
El hielo en grandes partes de la costa es muy móvil, lo que resultó en el desprendimiento de un iceberg gigante de la barrera de hielo en 1964 en la costa del golfo Prudhomme.
En el borrador del proyecto de la 4° edición de Limits of Oceans and Seas de la Organización Hidrográfica Internacional, comunicado mediante la circular CL55 del 7 de noviembre de 2001, se propusieron límites para el mar de la Cooperación. El proyecto final fue comunicado el 9 de agosto de 2002, pero fue retirado para nueva revisión el 19 de septiembre de 2002 sin que a septiembre de 2012 se publicara.

10.5 Sodruzhetsva (Cooperation) Sea
 It has been agreed that separate areas proposed for Sodruzhetsva Mare and Cooperation Sea be combined in one area as defined in the text. The question of the naming convention shows a majority preference to the form shown. Australia's concern for the precise position of Cape Darnley has now been by-passed by the combination of the two areas.
Comentarios del proyecto de la 4° edición de Limits of Oceans and Seas 